# Homunkulus

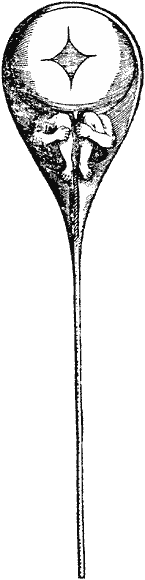
Homunkulus na ilustraci z roku 1694

Homunculus (lat.) znamená človíček. Obecný latinský pojem dostal v raném novověku nový význam v souvislosti se spekulacemi o možném vytvoření umělého člověka. V alchymistickém spise De natura rerum („O povaze věcí“, 1538), připisovaném Paracelsovi, se podrobně popisuje, jak z mužského semene vypěstovat človíčka. Tento motiv umělého člověka použil ještě J. W. Goethe ve druhém dílu svého Fausta.

## Preformace
Když byly koncem 17. století objeveny spermie, dostaly název homunculus, neboť teorie preformace soudila, že obsahují miniaturního, ale již hotového člověka, který se po ejakulaci v ženském těle vyvine v hotové miminko. Teprve ve 40. letech 19. století vědci pochopili, jak spermie proniká do vajíčka a že se embryo začíná vyvíjet teprve po oplození.

## Jiná užití
Pojem homunculus se užíval také ve filosofii, kde měl vysvětlovat, jak člověk vnímá: tak si lze představit, že obraz na sítnici vnímá jakýsi vnitřní človíček čili homunculus. Tato naivní představa byla brzy opuštěna, protože nic nevysvětluje: kdybychom měli vysvětlit vnímání homuncula, museli bychom předpokládat, že i on má v sobě dalšího a tak dále.
Přesto se slovo homunculus někdy užívá jako pomocná představa v myšlenkových experimentech, ale také v neuroanatomii, kde označuje soubory mozkových funkcí, které se týkají určitých orgánů a podobně. Homunculus se často vyskytuje také ve fantastické literatuře, v počítačových hrách a podobně.